# Визит в Ковалёвку
«Визит в Ковалёвку» — советский фильм-драма 1980 года.

## Сюжет
В советское село Ковалёвку к председателю колхоза Любомиру Козачине приезжает из Саратова его друг и однополчанин, спасший ему жизнь на поле боя, писатель Александр Стрельников. В самый разгар семейного торжества выясняется, что произошла ошибка. События, о которых вспоминают фронтовики, действительно имели место в жизни каждого из них, но Стрельников спас другого бойца, да к тому же после того, как Козачина попал в госпиталь. Но так ли важен этот факт для людей, соединённых святыми узами солдатского братства?..

## В ролях
| Актёр                | Роль                   |
| -------------------- | ---------------------- |
| Владимир Трошин      | Александр Стрельников  |
| Нина Антонова        | Ирина Стрельникова     |
| Ирина Довганич       | Грушенька Стрельникова |
| Алеша Варвашеня      | Юрка Стрельников       |
| Виктор Мирошниченко  | Любомир Козачин        |
| Людмила Алфимова     | Оксана Козачина        |
| Ирина Березина       | Любка Козачина         |
| Анатолий Калиновский | Петро Козачин          |
| Сергей Калиновский   | Дмитро Козачин         |
| Владимир Волков      | Хома Глущенко          |
| Федор Панасенко      | Кузьма Глущенко        |
| Наталия Наум         | Параска Глущенко       |
| Сергей Подгорный     | Гришка Глущенко        |
| Эрвин Кнаусмюллер    | эпизод                 |